# James Martinez
James Martinez (n. 14 noiembrie 1958, Osseo⁠(d), Minnesota, SUA) este un luptător ce a reprezentat Statele Unite ale Americii, medaliat olimpic. A participat la o ediție a Jocurilor Olimpice (1984) în care a câștigat o medalie de bronz.

## Participări
Lista de mai jos prezintă principalele competiții la care a participat James Martinez de-a lungul carierei.
- wrestling at the 1984 Summer Olympics – men's Greco-Roman 68 kg[*]